# Coût de la vie
Pour les articles homonymes, voir Le Coût de la vie (homonymie).
Le coût de la vie est une évaluation du coût moyen des dépenses de consommation des ménages, dans une région donnée.
Les indices utilisés pour mesurer l’inflation (comme l’indice des prix à la consommation) ne permettent pas de mesurer l’évolution du coût de la vie. Pour mesurer l’évolution du coût de la vie, il faut inclure la variation des quantités consommées,, ce qu'avait déjà vu Maurice Halbwachs.
Le coût de la vie est plus élevé dans les pays développés que dans les pays émergents, et encore davantage par rapport aux pays en développement : c’est l’effet Balassa-Samuelson. Par exemple, 2 dollars des États-Unis aux États-Unis ou 2 dollars des États-Unis en Somalie ne correspondront pas du tout au même pouvoir d'achat, c’est-à-dire à la même quantité de biens et services marchands que l’on peut acheter.
Le coût de la vie est un des enjeux de société actuellement en Europe. Outre la vie chère, il apparaît que des disparités spatiales s'opèrent. Par exemple, le panier d'un ménage en Allemagne est de l'ordre de 30 % moins cher qu'en France.